# Campeonato Peruano de Fútbol de 1948
El Campeonato Peruano de Fútbol de 1948, denominado como «XXXII Campeonato de Selección y Competencia», fue la edición número 32 de la Primera División del Perú y contó con la participación de 9 equipos. El campeón nacional fue Alianza Lima. Por otro lado, Ciclista Lima y Jorge Chávez descendieron a la Segunda División 1949.

## Formato
El torneo se jugó a tres ruedas en sistema de todos contra todos y se otorgaba dos puntos por partido ganado, un punto por partido empatado y ninguno por partido perdido. 
G: 2, E: 1, P: 0

## Ascensos y descensos
| Posición | Ascendido de Segunda División 1947 |
| -------- | ---------------------------------- |
| 1º       | Jorge Chávez                       |

| Posición | Descendido de Primera División 1947 |
| -------- | ----------------------------------- |
| 8º       | No hubo.                            |

## Equipos participantes
| Club                      | Ciudad | Entrenador        |
| ------------------------- | ------ | ----------------- |
| Alianza Lima              | Lima   | Adelfo Magallanes |
| Atlético Chalaco          | Callao | Raúl Pardón       |
| Ciclista Lima             | Lima   | Boza              |
| Deportivo Municipal       | Lima   | Juan Valdivieso   |
| Jorge Chávez              | Callao | Mario Pacheco     |
| Sport Boys                | Callao | José Arana        |
| Sporting Tabaco           | Lima   | Emérico Hirschl   |
| Sucre FBC                 | Lima   | Alfonso Huapaya   |
| Universitario de Deportes | Lima   | Arturo Fernández  |

## Tabla de posiciones
| Pos. | Club                      | PJ | PG | PE | PP | GF | GC | DG  | Pts. |
| ---- | ------------------------- | -- | -- | -- | -- | -- | -- | --- | ---- |
| 1    | Alianza Lima              | 24 | 15 | 2  | 7  | 61 | 36 | +25 | 32   |
| 2    | Atlético Chalaco          | 24 | 13 | 5  | 6  | 63 | 46 | +17 | 31   |
| 3    | Sporting Tabaco           | 24 | 11 | 7  | 6  | 47 | 34 | +13 | 29   |
| 4    | Universitario de Deportes | 24 | 12 | 4  | 8  | 48 | 41 | +7  | 28   |
| 5    | Sport Boys                | 24 | 9  | 7  | 8  | 62 | 54 | +8  | 25   |
| 6    | Deportivo Municipal       | 24 | 9  | 4  | 11 | 37 | 46 | -9  | 22   |
| 7    | Sucre FBC                 | 24 | 7  | 6  | 11 | 46 | 53 | -7  | 20   |
| 8    | Ciclista Lima             | 24 | 5  | 5  | 14 | 36 | 63 | -27 | 15   |
| 9    | Jorge Chávez              | 24 | 5  | 4  | 15 | 35 | 62 | -27 | 14   |

|  | Campeón                          |
|  | Descenso a Segunda División 1949 |

## Campeón
|                         |
| Campeón Nacional        |
| Alianza Lima 8.º título |
|                         |

## Resultados

#### Fecha 1 a la 16
| Local \ Visitante   | ALI | CHA | CIC | MUN | JCC | SBA | TAB | SUC | UNI |
| ------------------- | --- | --- | --- | --- | --- | --- | --- | --- | --- |
| Alianza Lima        |     | 3–2 | 4–0 | 1–2 | 0–2 | 3–0 | 1–2 | 4–4 | 2–3 |
| Atlético Chalaco    | 3–5 |     | 5–1 | 2–1 | 1–1 | 3–1 | 3–3 | 6–2 | 1–1 |
| Ciclista Lima       | 1–3 | 0–3 |     | 1–2 | 3–1 | 4–1 | 2–2 | 0–3 | 3–5 |
| Deportivo Municipal | 0–1 | 1–4 | 0–3 |     | 2–0 | 1–4 | 0–0 | 2–1 | 1–3 |
| Jorge Chávez        | 0–2 | 1–3 | 4–6 | 1–6 |     | 2–8 | 3–1 | 4–2 | 0–1 |
| Sport Boys          | 2–4 | 2–2 | 3–1 | 4–4 | 0–3 |     | 1–0 | 4–1 | 2–1 |
| Sporting Tabaco     | 3–1 | 3–2 | 3–2 | 3–0 | 2–1 | 3–3 |     | 2–2 | 3–2 |
| Sucre               | 1–2 | 1–2 | 1–1 | 0–0 | 4–1 | 3–7 | 3–1 |     | 0–2 |
| Universitario       | 0–1 | 1–2 | 4–1 | 2–2 | 3–0 | 2–2 | 1–0 | 1–0 |     |

#### Fecha 17 a la 24
| Local \ Visitante   | ALI | CHA | CIC | MUN | JCC | SBA | TAB | SUC | UNI |
| ------------------- | --- | --- | --- | --- | --- | --- | --- | --- | --- |
| Alianza Lima        |     | 2–3 | 4–1 |     |     |     |     | 3–1 | 5–2 |
| Atlético Chalaco    |     |     | 2–3 |     | 2–1 | 5–4 |     | 1–4 |     |
| Ciclista Lima       |     |     |     | 0–2 | 1–4 |     |     | 1–1 | 0–0 |
| Deportivo Municipal | 2–1 | 1–3 |     |     |     |     | 1–3 |     | 4–3 |
| Jorge Chávez        | 0–4 |     |     | 0–2 |     |     | 2–2 | 2–2 |     |
| Sport Boys          | 1–1 |     | 2–2 | 3–0 | 2–2 |     |     |     |     |
| Sporting Tabaco     | 1–4 | 0–0 | 4–0 |     |     | 2–0 |     |     |     |
| Sucre               |     |     |     | 3–1 |     | 4–3 | 1–0 |     | 2–3 |
| Universitario       |     | 4–3 |     |     | 3–0 | 1–3 | 0–4 |     |     |

## Máximos goleadores
| Jugador            | Equipo                    | Goles |
| ------------------ | ------------------------- | ----- |
| Valeriano López    | Sport Boys                | 20    |
| Emilio Salinas     | Alianza Lima              | 20    |
| Vicente Villanueva | Sporting Tabaco           | 18    |
| Félix Castillo     | Alianza Lima              | 16    |
| Ernesto Morales    | Atlético Chalaco          | 15    |
| Jorge Alcalde      | Universitario de Deportes | 13    |
| Félix Mina         | Atlético Chalaco          | 13    |